# La Nopalera, Yautepec
La Nopalera är en ort i Mexiko.   Den ligger i kommunen Yautepec och delstaten Morelos, i den sydöstra delen av landet, 70 km söder om huvudstaden Mexico City. La Nopalera ligger 1 123 meter över havet och antalet invånare är 768.
Terrängen runt La Nopalera är kuperad åt sydväst, men åt nordost är den platt. Runt La Nopalera är det tätbefolkat, med 319 invånare per kvadratkilometer. Närmaste större samhälle är Jiutepec, 15,7 km nordväst om La Nopalera. I omgivningarna runt La Nopalera växer huvudsakligen savannskog.